# Il gatto a nove code
Il gatto a nove code è un film del 1971 diretto da Dario Argento.
È il secondo capitolo della Trilogia degli animali che all'inizio degli anni settanta contribuì a consolidare la fama del regista, affermandolo come uno dei maggiori autori di thriller in Italia. È il secondo film nel quale Argento ha piena autonomia riguardo al soggetto, alla sceneggiatura e alla regia.
Il film è stato girato tra Torino, Roma e Pomezia. Uscì nelle sale il 12 febbraio e all'epoca incassò 2 miliardi e 400 milioni di Lire.

## Trama
(Carlo Giordani e Franco Arnò riflettono riguardo all'identità dell'assassino)
L'anziano enigmista non vedente Franco Arnò, ex giornalista, sta passeggiando di notte con la sua nipotina Lori, quando sente una conversazione all'interno di un'auto che lo insospettisce in quanto la voce da lui udita fa riferimento ad un ricatto. A parlare è il dottor Calabresi, un genetista che ha appena assistito ad un episodio di intrusione notturna nell'istituto dove lavora, durante il quale è stato ferito il guardiano.
Il giorno successivo la Polizia perquisisce l'istituto, dove pare non vi sia stato alcun furto. Ad occuparsi della vicenda c'è anche il giornalista Carlo Giordani, amico del commissario Spimi. Calabresi, unica persona a sapere quanto accaduto, da' appuntamento al visitatore notturno in stazione, ma all'arrivo del treno questi lo spinge sotto il convoglio, uccidendolo.
Appreso della morte dell'uomo, Arnò risale all'autore dell'articolo che tratta il fatto: si tratta proprio di Giordani, che aveva conosciuto casualmente proprio mentre questi si recava all'istituto. I due s'incontrano e Arnò convince Giordani a contattare il fotografo Righetto, suo amico, il quale si trovava per caso in stazione per fotografare una diva e invece ha immortalato non solo Calabresi mentre precipitava sotto il treno, ma anche un braccio e una mano che lo spingevano. Righetto, che era stato visto dal killer, verrà ucciso nel suo studio prima che Giordani possa andare da lui a ritirare le foto, che vengono fatte sparire.
Arnò e Giordani iniziano ad indagare, parallelamente alla polizia: le tracce dei due improvvisati investigatori portano i sospetti tra le persone legate a quel laboratorio: il prof. Terzi, direttore dell'Istituto, Anna, la sua giovane, disinibita e attraente figlia, il tedesco omosessuale dott. Braun, il giovane e affascinante ricercatore Casoni, il freddo e silenzioso scienziato Morbelli e il dott. Esson, ricercatore inglese invaghitosi di Anna.
Mentre Giordani segue la pista dei ricercatori avvicinandosi ad Anna, Arnò e la piccola Lori si recano da Bianca Merusi, fidanzata di Calabresi, per scoprire perché la vittima si trovasse in stazione. La donna sapeva che il compagno aveva un appuntamento importante in stazione, appuntamento che poteva dare una svolta alla sua carriera, ma l'uomo non le aveva detto con chi si dovesse incontrare. Bianca sembra però nascondere qualcosa, motivo per il quale, una volta recatasi in stazione e trovato nell'auto di Calabresi il biglietto dell'appuntamento con il nome di chi doveva vedere e nascostolo nel doppiofondo del suo ciondolo, invece di andare alla polizia contatta Franco, dicendosi disposta a consegnare solo a lui il biglietto. Il misterioso assassino però l'ha seguita e la uccide non appena lei termina la telefonata con Arnò, cercando invano il biglietto da lei nascosto.
Iniziata una relazione con Anna, Giordani inizia a fare domande anche ai ricercatori: il presunto furto nell'istituto e gli omicidi sembrano legati a degli studi sulla sindrome 47,XYY, un'alterazione genetica che aumenta l'aggressività e la predisposizione al crimine di chi la possiede ma gli scienziati non sembrano voler collaborare, temendo ritorsioni. Intanto l'assassino prende di mira Arnò e Giordani, che scampano fortunosamente ai suoi tentativi di ucciderli. Carlo decide di andare sempre più a fondo e riesce a introdursi nello studio privato del professor Terzi, scoprendo non solo che Anna non è figlia biologica del professore in quanto adottata dall'uomo ma che i due sono legati da un torbido e incestuoso rapporto. La polizia scopre anche una brutta faccenda di spionaggio industriale legata all'Istituto, che vedeva coinvolti Bianca e il dottor Braun. Carlo e Franco sospettano quindi del tedesco, che viene però trovato assassinato.
Giordani e Arnò scoprono, indagando sulla morte della Merusi, che la donna aveva nascosto il biglietto costatole la vita nel ciondolo, e che questi si trova ancora al collo della donna, quindi nella bara. Appurato che quel biglietto contiene il nome dell'assassino, i due si recano in cimitero in piena notte, ma dopo che Carlo è riuscito a fatica ad aprire la bara e a prendere il ciondolo affidandolo a Franco, questi viene sorpreso dal killer e Giordani si ritrova chiuso dentro la tomba.
Riapparso e riuscito a liberare l'amico, Arnò ha il bastone (un bastone animato) pieno di sangue: il colpevole ha rapito Lori per farli desistere dalle indagini e si è preso il biglietto, ma lui è riuscito a ferirlo. I due insieme alla polizia giungono a Villa Terzi e Carlo accusa Anna di avergli mentito, sospettando di lei anche riguardo agli omicidi e al rapimento. L'inseguimento prosegue per i tetti dove il killer aggredisce Giordani, rivelandosi: si tratta di Casoni, che cerca di uccidere il giornalista ferendolo dopo una lunga colluttazione. Inseguito dalla polizia si trova davanti Franco al quale confessa ogni cosa: segretamente affetto dalla sindrome 47,XYY, si era introdotto nell'istituto per rubare le carte che parlavano della sua malattia, ma era stato scoperto e ricattato da Calabresi e aveva quindi ucciso il collega e quanti si stessero avvicinando alla verità. Quando Franco gli chiede dove sia sua nipote, Casoni mente facendogli credere di averla uccisa e Arnò lo spinge facendolo volare giù nella tromba di un ascensore, uccidendolo.

## Produzione
Fu soprattutto grazie agli americani che Il gatto a nove code poté essere realizzato: il primo film di Dario Argento, infatti, aveva avuto maggior successo negli Stati Uniti che in Italia. Cosicché, i dirigenti della società National General contattarono la Titanus, affermando che L'uccello dalle piume di cristallo a loro era piaciuto molto e che stava facendo dei grandi incassi. Di conseguenza gli americani chiesero ad Argento un nuovo film, per il quale la National General avrebbe partecipato come co-produttrice. Alla Titanus venne fatta la richiesta di inserire nel cast degli attori più famosi negli Stati Uniti che in Italia: in particolare, James Franciscus fu segnalato ad Argento perché veniva dal successo de L'altra faccia del pianeta delle scimmie.
Le riprese del film iniziarono a fine agosto del 1970. Il gatto a nove code sarebbe dovuto uscire a gennaio 1971, ma il distributore italiano, Goffredo Lombardo della Titanus, cercò di fermarlo, affermando che il film era venuto male e che non avrebbe fatto paura a nessuno. Dopo non pochi contrasti, la situazione si sbloccò e la distribuzione slittò con un ritardo di un mese rispetto al termine iniziale. Il film andò molto bene in sala: fu un grande successo e gli incassi furono doppi rispetto a quelli di L'uccello dalle piume di cristallo, cosa che permise a Dario Argento di avere minori difficoltà per la realizzazione dei suoi film successivi.
Il film prevedeva in origine una conclusione differente: dopo la morte dell'assassino, un'ultima scena mostrava James Franciscus a letto, medicato con delle fasciature per le ferite riportate nella colluttazione con l'omicida; accanto a lui Catherine Spaak. Insieme si riconciliavano.

## Colonna sonora
La colonna sonora è composta da Ennio Morricone. La traccia più celebre è Paranoia prima, riutilizzata anche in Death Proof, il segmento di Quentin Tarantino del film Grindhouse.

## Versione integrale
La versione cinematografica distribuita anche in DVD, dura 90 minuti ca. La versione integrale, con diverse scene tagliate,  dura 112 minuti.